# Bay View, Ohio
Bay View là một làng thuộc quận Erie, tiểu bang Ohio, Hoa Kỳ. Năm 2010, dân số của làng này là 632 người.

## Dân số
- Dân số năm 2000: 692 người.
- Dân số năm 2010: 632 người.